# Escherberg (Bad Driburg)
Der Escherberg, ein Bergrücken der Brakeler Muschelkalkschwelle, liegt nordnordwestlich des Stadtteils Herste in Bad Driburg, Nordrhein-Westfalen, Deutschland. Seine Höhe beträgt ca. 280 Meter. Er ist heute fast vollständig mit Buchen- und Fichtenwäldern bewachsen.

## Geographie
Der Rücken des Escherberges zieht sich über etwa 3 km Länge von Nord nach Süd hin, zwischen dem Tal der Aa im Westen und dem Escherbachtal im Osten, die ihn beide in südliche Richtung begleiten.  Im Norden geht der Escherberg über in den Eckernberg als Teil der Emder Höhe. Im Süden teilt sich der Bergrücken fächerartig in drei Ausläufer, die weit in das Tal der Aa ragen, welche hier nach Osten abknickt um den Escherbach aufzunehmen und der Nethe zuzuströmen. Diese drei Ausläufer sind von West nach Ost der Lilienberg, der Quadlenberg und der Ortberg. Ihre Kuppen haben jeweils etwas mehr als einen Kilometer Abstand voneinander. Im Aatal zwischen Lilienberg und Quadlenberg liegt das Naturschutzgebiet Satzer Moor. Zwischen dem Quadlenberg und dem Ortberg liegt im Aatal die Ortschaft Herste. Die Hänge dort tragen auch noch die Bezeichnungen Johannesberg und weiter oberhalb Ziegenberg. Am Osthang des Escherberges bilden von Nord nach Süd der Borngrund, der Möncheberg und das Mistal sein Relief. Dem Borngrund gegenüber liegt am westlichen Hang der Blankengrund.

## Geologie
Als Teil der Brakeler Muschelkalkschwelle besteht der Bergrücken aus sehr wasserdurchlässigem Muschelkalk. Dieser liegt auf dem Röt als oberster toniger Schicht des Buntsandsteins auf. Auf allen Seiten des Escherberges entspringen an seinem Fuße Quellen auf der wasserundurchlässigen Schicht des Röts. Die bekannteste Quelle ist die Körferquelle im Borngrund am Osthang des Escherbergs.

## Geschichte
Von vorgeschichtlicher Besiedelung geben auf dem Escherberg sechs Hügelgräber ein Zeugnis.
Im Mittelalter bestanden im Aatal und im Escherbachtal mehrere kleinere Siedlungen. Auf geeigneten Flächen des Escherbergs wurde damals Ackerbau betrieben.  Mit der spätmittelalterlichen Wüstungsperiode gingen die meisten dieser Ortschaften zugrunde und die ehemaligen Ackerflächen auf dem Escherberg wurden in der Folge nur noch als Hutweide genutzt.  Erst im 19. Jahrhundert wurden diese Flächen mit Fichten aufgeforstet, wodurch man noch heute die mittelalterlichen Ackerflächen vom fortbestehenden Buchenwald unterscheiden kann.
Im 18. Jahrhundert entstanden in den Buchenwäldern um Bad Driburg Glashütten. In Herste am Fuße des Escherberges sind noch heute die im Glashandel tätigen Traditionsunternehmen glaskoch (Marke „Leonardo“) und Ritzenhoff & Breker („R&B“) ansässig.

### Alte Poststraße
Die Alte Poststraße war ein Verbindungs- und Handelsweg, der auf seiner Route quer über den Escherberg verlief. Er erklomm den Escherberg von Westen durch den Blankengrund, von Osten durch den Borngrund an der Körferquelle. Der Handelsweg ging von Paderborn über Bad Driburg und Brakel zur Weser. Er kam wegen seiner steilen Stellen, unter anderem am Escherberg, nur für leichtere Transporte in Frage. Das war vor allem der Transport von Glasprodukten aus den Wäldern um Bad Driburg sowie die Post. Nach dem Dreißigjährigen Krieg ist die Benutzung als Postweg belegt.  Aufgegeben wurde der Postweg 1864 mit der Eröffnung der Bahnstrecke Altenbeken–Kreiensen.

## Biologie
Der Lilienberg macht seinem Namen alle Ehre. Dort blühen u. a. Türkenbund-Lilie, Schneeglöckchen, Waldvögelein, Frauenschuh und Seidelbast.